# Jaime Lorente
Jaime Lorente López (sinh ngày 12  tháng 12 năm 1991) là một nam diễn viên người Tây Ban Nha. Anh được biết đến nhiều nhất với vai Denver trong loạt phim Phi vụ triệu đô và Fernando "Nano" García Domínguez trong bộ phim Élite.

## Thời niên thiếu
Lorente được sinh ra và lớn lên tại Murcia một thành phố nằm ở hướng đông nam của Tây Ban Nha. Anh có một chị em gái tên là Julia. Lorente đã được đào tạo về diễn xuất tại Trường Thượng học Nghệ thuật Sân khấu Murcia.

## Danh sách phim

### Phim điện ảnh
| Năm  | Tên phim                                   | Vai trò                | Notes     |
| ---- | ------------------------------------------ | ---------------------- | --------- |
| 2016 | Historias románticas (un poco) cabronas    | David                  |           |
| 2018 | Everybody Knows                            | Luis (Peluquero joven) |           |
| 2018 | Gun City                                   | León                   |           |
| 2018 | Bedspread                                  | Fran                   | Phim ngắn |
| 2019 | ¿A quién te llevarías a una isla desierta? | Marcos                 |           |

### Phim truyền hình
| Năm      | Tên phim                   | Vai trò                          | Notes           |
| -------- | -------------------------- | -------------------------------- | --------------- |
| 2016     | El secreto de Puente Viejo | Elías Mato                       | 27 tập          |
| 2017–nay | Phi vụ triệu đô            | Ricardo "Denver" Ramos           | Diễn viên chính |
| 2018–nay | Élite                      | Fernando "Nano" García Domínguez | Diễn viên chính |
| 2020     | El Cid                     | Rodrigo Díaz de Vivar "El Cid"   | Diễn viên chính |

## Giải thưởng
| Năm  | Giải thưởng                       | Hạng mục                                      | Phim            | Kết quả | Chú thích |
| ---- | --------------------------------- | --------------------------------------------- | --------------- | ------- | --------- |
| 2018 | Award of the Spanish Actors Union | Television: Performance in a Minor Role, Male | Phi vụ triệu đô | Đề cử   | [ 2 ]     |
| 2019 | Award of the Spanish Actors Union | Television: Supporting Performance, Male      | Phi vụ triệu đô | Đề cử   | [ 3 ]     |